# Besmart
BeSmart (рус. БиСмарт ) — Казахстанский купонный сервис. С помощью сервиса пользователи могут получать скидки в различные заведения, на различные услуги или на различные товары. Для получения скидки необходимо купить купон или сертификат на сайте сервиса, распечатать его (или сообщить код) и предъявить продавцу. BeSmart из крупных игроков «скидочных» сервисов на рынке Казахстана. BeSmart не является сугубо казахстанским ресурсом. Оценка валового дохода компании по итогам первого полугодия 2013 года составляет $420 тыс.
За три года существования проекта были открыты офисы не только в Казахстане, но и в Кыргызстане и Азербайджане. На сегодня в Казахстане насчитывается уже более 3700 партнеров, а всего – свыше 5500. Купонный сервис получил стартовые инвестиции и с первого года развивается на собственные средства компании.

## История
Официально Besmart.kz запустился в апреле 2011 г., при этом проект получил стремительное развитие уже в августе 2011 года после укрепления менеджмента.
Команда работает в 7 городах СНГ (Казахстан, Кыргызстан, Азербайджан, Грузия). К 2013 году с компанией сотрудничало свыше 3500 партнеров. Количество подписчиков сайта составляет более 500000. Ежедневно на сайт заходит 35000 посетителей, что позволяет им увидеть уникальные предложения в их городе.

## Деятельность
Besmart.kz входит в Ассоциацию казахстанского интернет-бизнеса и мобильной коммерции

## Описание процесса купонных распродаж
Войдя на сайт-купон и зарегистрировавшись, пользователь получает право приобрести купон, или ваучер, на выбранную акцию. Оплата услуги производится с помощью кредитной карты, электронных денег или других сервисов (например, с помощью платёжного терминала). В итоге на почтовый адрес пользователя приходит письмо со вложенным ваучером, который необходимо распечатать и предъявить в месте его реализации. Потребитель, выбравший акцию, может пригласить к участию в ней всех своих друзей и знакомых, тем самым ускоряя процесс достижения необходимого числа участников. Общение между потенциальными покупателями осуществляется посредством блогов и социальных сетей, где зачастую и набирается необходимая для организации коллективной покупки группа.
Совершая покупку купона, необходимо учитывать сроки его реализации, сроки проведения акции и максимальное количество купонов, которое может приобрести один покупатель. В случае, если до указанного срока количество покупателей не достигает нужной величины, коллективная покупка считается не состоявшейся, а держатель ваучера получает назад деньги.